# Marche de Zeitz

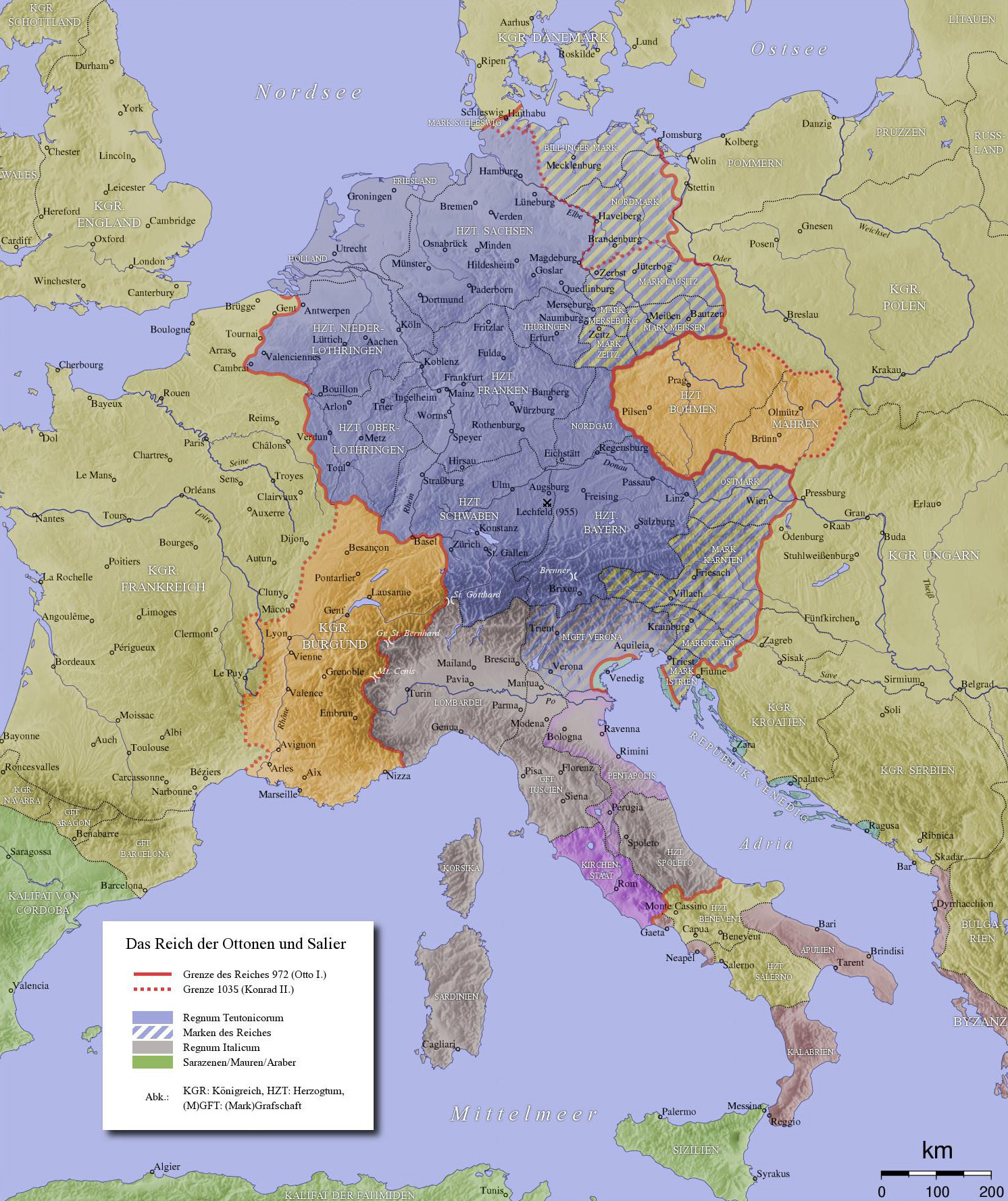
La Marche de Zeitz (Mark Zeitz) au Xe siècle.

La Marche de Zeitz (en allemand Mark Zeitz) est une marche du Saint-Empire romain. Elle est née en 965, de la division de la marca Geronis par l’empereur Othon Ier à la suite de la mort de Gero le Grand. Sa capitale était Zeitz. Son unique margrave est Wigger.
En 982, la marche de Zeitz est rattachée aux marches de Misnie et de Mersebourg sous Rikdag, ce qui a réunifié temporairement toute la partie méridionale de la marca Geronis, à l’exception de la Marche de l’Est saxonne. En 983, après la défaite de l’empereur Othon II au Cap Colonna, les tribus slaves bordant l’est de la Saxe se soulèvent. Havelberg et Brandebourg sont détruits, la Marche de Zeitz tombe entre les mains des Sorabes. Néanmoins, la marche de Zeitz réapparaît comme une subdivision de la marche de Misnie sous le règne de l’empereur Henri II.

## Sources
- (en) Cet article est partiellement ou en totalité issu de l’article de Wikipédia en anglais intitulé « March of Zeitz » (voir la liste des auteurs).